# Lesueuria hyboptera
Lesueuria hyboptera är en kammanetart som beskrevs av Agassiz 1865. Lesueuria hyboptera ingår i släktet Lesueuria och familjen Bolinopsidae. Inga underarter finns listade i Catalogue of Life.